# パワージェッツ
パワージェッツ Ltd はフランク・ホイットルによってジェットエンジンの設計と開発の為に設立されたイギリスの企業である。

## 歴史
1936年1月27日にホイットル、Rolf Dudley-Williams, James Collingwood Tinlingと投資銀行O T Falk & PartnersのLancelot Law Whyteによって設立された。
当初はラグビーのBritish Thomson-Houston (BTH)の施設を拠点とした。さらに創業者達によって会社は当初、複数の計画を支援する為の協力者をBTHから'借り'、後にパワージェッツは空軍からの融資によって'1人または2人'を雇用する事が出来た。1940年代の始めには25人が勤務した。
パワージェッツWUの設計は、初のターボジェットエンジンで、パワージェッツ W.1は、イギリスで初めて飛行したグロスター E.28/39航空機の動力だった。 W.1は同様にベル･P-59の動力としてアメリカのゼネラル・エレクトリック J31として生産された初のジェットエンジンでもある。
パワージェッツ W.2はローバー社で量産することを意図していたが開発の遅延により後にロールス・ロイスに移管され、ロールス・ロイス ウェランドとして初期のグロスター ミーティアの動力用に量産された。
派生機種であるパワージェッツ W.2/700は超音速研究機マイルズ M.52の為に開発されたが搭載予定の航空機は予算削減により完成しなかった。M.52用のW.2/700は初めてアフターバーナーを備えた設計のエンジンの一つだった。
1944年3月28日、ホイットルは航空省との会談後、£135,000でパワージェッツ社の国有化に不満を抱えながらも合意して会社はパワージェッツ (リサーチ アンド ディベロップメント) Ltd.になった。
第二次世界大戦後、ファーンボローのロイヤル・エアクラフト・エスタブリッシュメント(RAE)のタービン部門と合併して国立ガスタービン研究所(NGTE Pyestock)に改組された。

## 製品

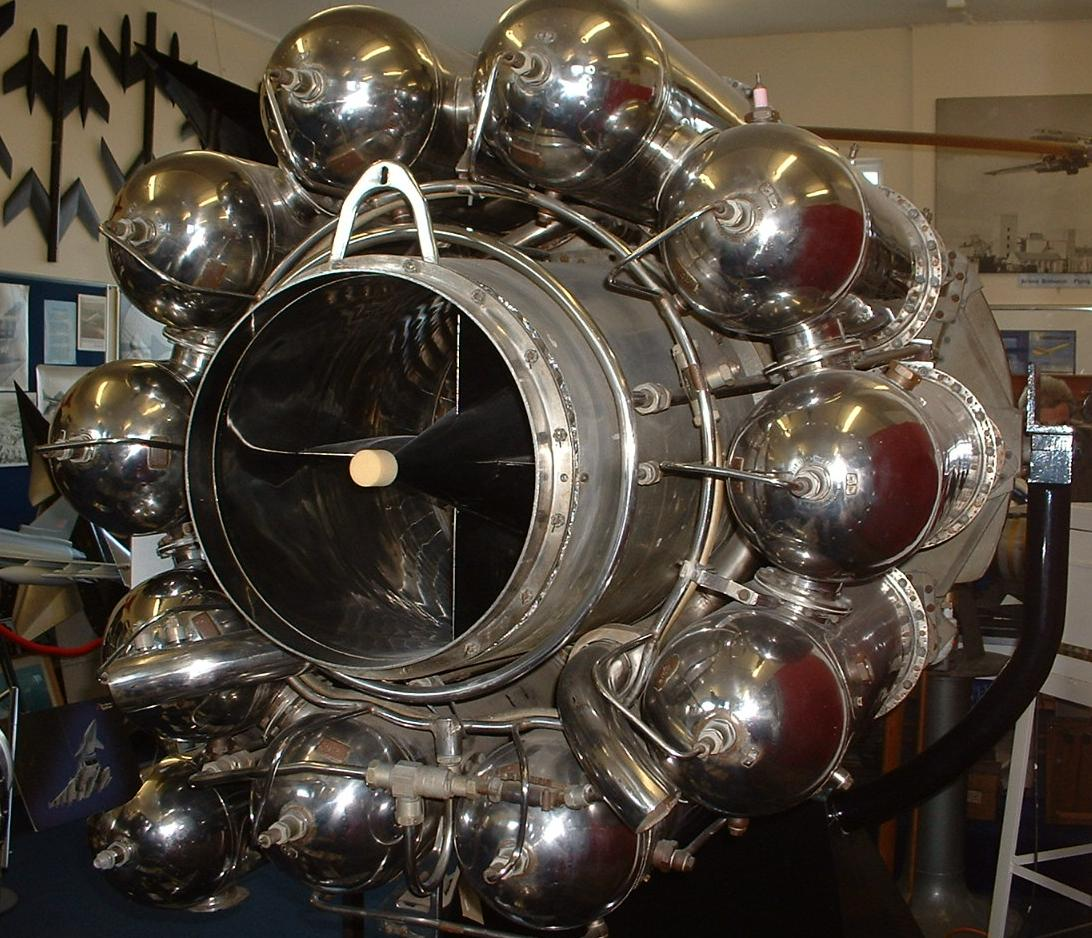
パワージェッツ W.2/700エンジンはイギリス初のジェットエンジンで飛行した航空機であるグロスター E.28/39とグロスター ミーティアに搭載された。ジェットパイプの中の茶褐色の物体は博物館への来館者が尖った先端部で怪我をしないように保護する為のコルクである。当然ながら実際の飛行時には除去されていた。

- WU
- W.1
- W.2